# Angelica atropurpurea
Angelica atropurpurea är en växtart i släktet kvannar (Angelica) och familjen flockblommiga växter. Den beskrevs av Carl von Linné 1753.
Arten är en perenn ört som förekommer i östra Kanada och nordöstra USA.